# St. Bruno von Querfurt (Langeneichstädt)

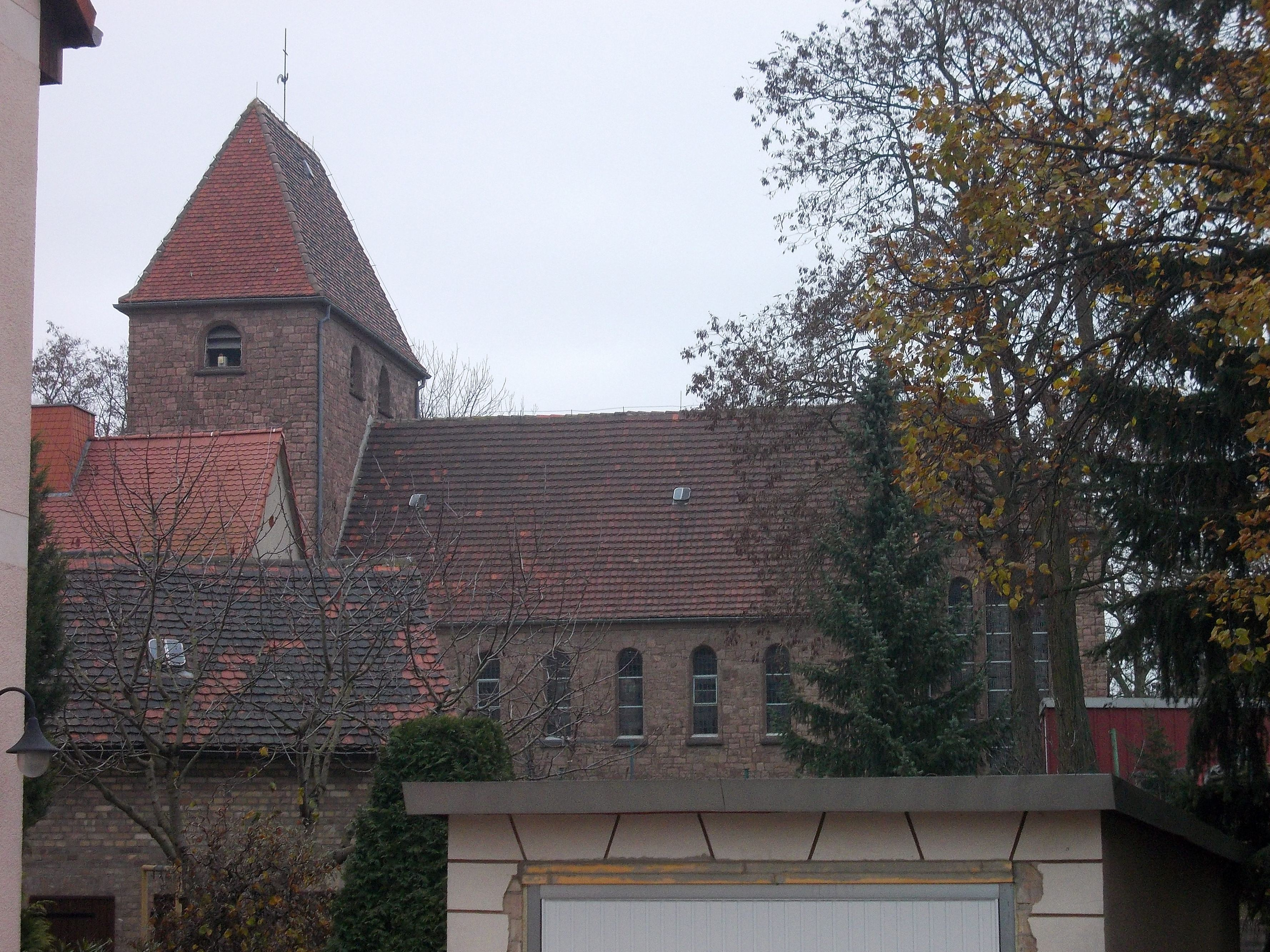
Langeneichstädt, St. Bruno von Querfurt

Die Kirche St. Bruno von Querfurt ist die ehemalige katholische Kirche von Langeneichstädt in der Stadt Mücheln (Geiseltal) im Saalekreis in Sachsen-Anhalt.

## Lage
Die Kirche steht im Osten des langgezogenen Dorfes Langeneichstädt, dem ehemaligen Niedereichstädt, zwischen den Straßen Bahnhofsiedlung im Norden und Osten, Am Weinberg im Süden und der Friedensstraße im Westen.

## Geschichte und Architektur
Während und nach dem Zweiten Weltkrieg kamen viele Katholiken aus dem Rheinland, Schlesien und anderen katholischen Regionen auf der Flucht und Vertreibung nach Mitteldeutschland. Sie gehörten zunächst zur Kirchengemeinde Mücheln.
Neben zahlreichen Notkirchen entstanden auch klassische Neubauten. Im heutigen Sachsen-Anhalt hatte Johannes Reuter schon in der Zwischenkriegszeit katholische Kirchen entworfen (etwa St. Marien (Delitzsch) oder der Turm der Herz-Jesu-Kirche (Bitterfeld)) und konnte sein Wirken auch in den folgenden Jahrzehnten fortsetzen.
Eine dieser Kirchen ist die ab Anfang 1954 von Reuter entworfene Kirche von Langeneichstädt, die dem heiligen Brun von Querfurt geweiht wurde, der nur wenige Kilometer entfernt lebte. Sie gehört zu den durchaus zahlreichen Sakralbauten, die in der DDR entstanden, ist in ihrem Architekturstil aber recht klassisch gestaltet. Wie etliche der romanischen Kirchen im Saalekreis besitzt sie eine wuchtigen Querturm, allerdings nicht wie sonst üblich an der Westseite (etwa St. Wenzel (Langeneichstädt)), sondern nördlich des Kirchenschiffes. Anklänge romanischer Formsprache finden sich auch in den rundbogigen Fenster- und Schallöffnungen, die allerdings wesentlich größer sind als bei romanischen Kirchen, sowie durch die Verwendung von unverputztem Steinmauerwerk (Naturstein). Am ehesten ist die Kirche somit dem Heimatschutzstil zuzuordnen. Der Turm besitzt ein Walmdach.
Die ersten katholischen Gottesdienste hatten 1945/1946 in der evangelischen Kirche St. Wenzel im Ort stattgefunden. Diese erweiterten sich bald auf die Nachbardörfer Barnstädt, Göhrendorf, Kalzendorf und Wünsch. Allein in Langeneichstädt gab es 400 Katholiken, in den anderen Dörfern weitere 1000. Im Oktober 1953 wurde von einer Witwe ein Grundstück in der Bahnhofsiedlung von Langeneichstädt erworben und 1953/54 die Kuratie Langeneichstädt errichtet. Reinhold Jendrek wurde ihr erster Kuratus. Am 26. September 1954 erfolgte der erste Spatenstich, dem die ersten Bauarbeiten folgten. Die Grundsteinlegung zur neuen Kirche erfolgte am 26. April 1955, ihre Weihe nahm der in Magdeburg residierende Weihbischof Friedrich Maria Rintelen am 20. November 1955 vor. Die Bauzeit betrug lediglich 100 Arbeitstage. Der Erzbischof von Paderborn, Lorenz Jaeger, erhob zum 1. Januar 1957 die Kuratie Langeneichstädt zur Pfarrvikarie St. Bruno mit den Orten Nemsdorf, Göhrendorf, Barnstädt, Göhritz, Steigra, Kalzendorf, Jüdendorf, Wünsch und Langeneichstädt. Kuratus Reinhold Jendrek wurde in diesem Zusammenhang zum Pfarrvikar ernannt, er blieb bis 1962 in Langeneichstädt.
1970 hatte die Pfarrvikarie Langeneichstädt rund 600 Mitglieder, 1978 waren es noch rund 560. Eine weitere Vergrößerung der Pfarrvikarie erfolgte im Jahr 1981, als Karsdorf, Wetzendorf und Wennungen zugeordnet wurden. Bereits im Jahr 1987 wurde kein neuer Priester mehr berufen und die Kirche in die Hände des Pfarrvikars von Mücheln gegeben, der die Gegend von 1945 bis 1955 betreut hatte. Im Jahr 1990 erfolgte eine Sanierung der Kirche im Dachbereich, 1992 eine neue Ausmalung. Fünf Jahre später wurde die Pfarrvikarie auf Langeneichstädt und Wünsch begrenzt, die anderen Dörfer kamen zu St. Salvator (Querfurt). Im Jahr 1996 wurde Mücheln nach Braunsbedra verlegt und die Pfarrvikarien Langeneichstädt und Bad Lauchstädt zu einer Seelsorgeeinheit zusammengefasst.
Zum 15. September 1998 wurde die Pfarrvikarie aus dem Dekanat Eisleben in das Dekanat Halle umgegliedert, zuletzt gehörte sie zum Dekanat Merseburg. Im Jahr 2005 wurde das 50-jährige Kirchenjubiläum gefeiert. Die fünf Geiseltalgemeinden näherten sich infolge der zurückgehenden Zahlen der Gemeindemitglieder (im Jahr 2006 in Langeneichstädt noch 66) einander an und begingen gemeinsame Gemeindefeste ab dem Jahr 2005. Am 1. September 2007 wurde der Gemeindeverbund Merseburg – Bad Dürrenberg – Leuna – Großkayna – Schkopau – Braunsbedra/Neumark – Bad Lauchstädt – Langeneichstädt – Mücheln errichtet. Damals gehörten zur Pfarrvikarie Langeneichstädt nur noch rund 60 Katholiken.
Aus dem Gemeindeverbund entstand am 2. Mai 2010 die heutige Pfarrei St. Norbert mit Sitz in Merseburg, zu der neben der St.-Bruno-von-Querfurt-Kirche in Langeneichstädt auch die Kirchen St. Bonifatius in Bad Dürrenberg, Maria Regina in Bad Lauchstädt, Christkönig in Leuna, St. Norbert in Merseburg und St. Heinrich in Neumark gehören. Die damals ebenfalls zur Pfarrei St. Norbert gehörenden Kirchen Hl. Drei Könige in Großkayna, St. Ulrich in Merseburg, Herz Jesu in Neubiendorf und St. Anna in Schkopau wurden inzwischen profaniert.
Vier Jahre später, am 7. Dezember 2014, wurde die Kirche in Langeneichstädt profaniert. Das Grundstück wurde in den Jahren 2015/2016 verkauft.
Das Gotteshaus steht unter Denkmalschutz und ist im Denkmalverzeichnis mit der Erfassungsnummer 094 06071 als Baudenkmal eingetragen.

## Ausstattung und Inneres
Der angedeutete romanische Stil findet auch durch einen Rundbogen Ausdruck, mit dem Kirchenschiff und Altarraum voneinander abgetrennt wurden. Durch den Verzicht auf Glasmalerei bei den Schiff-Fenstern ist der Innenraum relativ hell, durch eine gewölbte Holzdecke erhielt der Raum zusätzliche Höhe. Der Altarraum besitzt bemalte Fenster und eine Decken-Täfelung. Die Kirche besaß Altarkreuz, Tabernakel, Osterleuchter und Ambo aus der Werkstatt von Friedrich Schötschel. Sie stammten aus der Kapelle des Provinzialmutterhauses Ost der Marienschwestern in Berlin. 1963 spendete das Ursulinenkloster in Erfurt eine Pietà als Dauerleihgabe.
1958 erhielt die Kirche drei Glocken aus Stahlguss, die jeweils die Jahreszahl des Kirchenbaus in römischen Ziffern (MDCCCCLV) trugen und am 2. März 1958 in Langeneichstädt durch Dechant Wiemer aus Eisleben geweiht wurden. Die Glocken waren den Heiligen der evangelischen Dorfkirchen sowie Maria geweiht und trugen separate Inschriften:
| Patrozinium  | Gewicht | Inschrift                                                            |
| ------------ | ------- | -------------------------------------------------------------------- |
| St. Wenzel   | 430 kg  | St. Wenzel Patron der Heimat führ uns zur ewigen Heimat              |
| St. Nikolaus | 300 kg  | St. Nikolaus Helfer der Jugend zeig uns den Weg zu Christus          |
| St. Maria    | 210 kg  | St. Maria Mutter der Christenheit erbitte uns die Einheit im Glauben |

Nach der Säkularisierung der Kirche wurden die Glocken im Jahr 2015 demontiert und nach Bosnien-Herzegowina gebracht, wo sie in der hochwassergeschädigten Region von Novi Travnik aushelfen sollen.

## Umfeld
Neben der Kirche entstand im Jahr 1955 ein Pfarrhaus, welches 1987/1988 umgebaut und saniert wurde. Es erhielt im Jahr 1994 ein neues Dach. Im Jahr 1962 pflanzte man Bäume und Sträucher, wodurch ein parkartiges Gelände entstand.